# WannaCry
WannaCrypt0r 2.0, también conocido como WannaCry, es un programa dañino de tipo ransomware. En septiembre de 2018, el Departamento de Justicia de los Estados Unidos inculpó al norcoreano Park Jin Hyok de ser el creador de WannaCry y haber cometido el ataque informático de alcance mundial en 2017.

## Ciberataque global
El 12 de mayo de 2017 entre las 8 y las 17:08 horas UTC se registró un ataque a escala mundial que afectó a las empresas Telefónica, Iberdrola y Gas Natural, entre otras compañías en España, así como al servicio de salud británico, como confirmó el Centro Nacional de Inteligencia. La prensa digital informaba aquel día que al menos 141 000 computadores habían sido atacados en todo el mundo.
Los expertos sostienen que WannaCry usó la vulnerabilidad EternalBlue, desarrollada por la Agencia de Seguridad Nacional estadounidense y filtrada por el grupo The Shadow Brokers, que permite atacar computadores con el sistema operativo Microsoft Windows no actualizados debidamente. La compañía Microsoft había comenzado a distribuir actualizaciones de seguridad al día siguiente de conocerse esta vulnerabilidad, el 10 de marzo de 2017, a través de Windows Update, pero solamente para las versiones de Windows posteriores a Windows Vista. El 13 de mayo de 2017, ante la supuesta gravedad del ataque, publicó un parche separado para Windows 8, Server 2003 y XP. Muchos computadores que no tenían aplicadas las actualizaciones de seguridad MS17-010 de marzo de 2017 quedaron gravemente afectados, con sus archivos cifrados y mostrando un mensaje en pantalla que exigía un rescate de 300 dólares en bitcoins a cambio de descifrar los archivos.
Marcus Hutchins, un experto en ciberseguridad de Reino Unido evitó en gran medida la expansión del ciberataque global. El autor del blog MalwareTech estaba estudiando el programa dañino cuando se dio cuenta de que el mismo intentaba conectarse a un dominio no registrado: si no lo lograba, cifraba el equipo; si lo lograba, se detenía. Una vez que este experto en seguridad registró el dominio, a las 17:08 UTC del 12 de mayo, cesó el ataque. Todas las medidas urgentes que se tomaron a partir de esa hora fueron prácticamente innecesarias.
Un análisis del malware ha sido publicado por Microsoft.

### Origen
Algunas fuentes apuntan a que el virus se originó en Rusia, Estados Unidos, República Popular China, Corea del Norte o Perú.